# Georg Friedrich Benecke
Georg Friedrich Benecke (Mönchsroth, 10 giugno 1762 – Gottinga, 21 agosto 1844) è stato un filologo tedesco.

## Biografia
A partire dal 1780 studiò presso l'Università di Gottinga, dove fu l'allievo di Christian Gottlob Heyne. Nel 1814 divenne professore a tempo indeterminato a Gottinga, e in seguito acquisì funzioni di capo bibliotecario.
I suoi studi riguardavano in particolare la vecchia letteratura tedesca e inglese. Fu editore di un dizionario di Hartmann von Aue, Ywain (1874). La sua collezione in lingua alto-tedesca media fu editato e pubblicato da Wilhelm Müller e Friedrich Zarncke dopo la sua morte ("Mittelhochdeutsches Wörterbuch").

## Opere principali
- Beyträge zur Kenntniss der altdeutschen Sprache und Litteratur, 1810.
- Minnelieder. Ergänzung der Sammlung von Minnesingern, Göttingen 1810.
- Der Edel Stein / getichtet von Bonerius, aus Handschriften berichtigt und mit einem Wörterbuch versehen, Berlin 1816.
- Wigalois von Wirnt von Gravenberch, Berlin 1819.
- Iwein. Der Riter mit dem Lewen von Hartmann von Aue, (con Karl Lachmann), Berlin 1827.
- Wörterbuch zu Hartmanns Iwein, 1833.
- Mittelhochdeutsches Wörterbuch (con Wilhelm Müller e Friedrich Zarncke,[2] postumo; Leipzig 1854-66, 4 parti).